# Zespół złego wchłaniania
Zespół złego wchłaniania – stan wynikający z nieprawidłowości w trawieniu i wchłanianiu składników odżywczych z przewodu pokarmowego. 
Upośledzenie wchłaniania może dotyczyć jednego lub wielu składników odżywczych w zależności od nieprawidłowości. Może to prowadzić do niedożywienia i różnych rodzajów niedokrwistości. 
Niektórzy preferują podział zespołu złego wchłaniania na trzy podstawowe kategorie: 
- selektywna, jak w przypadku złego wchłaniania laktozy,
- częściowa, jak w przypadku abetalipoproteinemii,
- całkowita w celiakii.

## Przyczyny
Związane z czynnikami infekcyjnymi
- choroba Whipple’a,
- gruźlica jelit,
- biegunka podróżnych,
- zakażenia pasożytnicze Giardia lamblia, Bruzdogłowiec szeroki, Strongyloides stercoralis, Tęgoryjec dwunastnicy,
- zaburzenia wchłaniania związane z zakażeniem HIV,
- sprue tropikalna.

Związane z nieprawidłowościami błony śluzowej
- celiakia.

Związane z zaburzeniami procesu trawienia
- niewydolność zewnątrzwydzielnicza trzustki
  - mukowiscydoza,
  - przewlekłe zapalenie trzustki,
  - rak trzustki,
  - zespół Zollingera-Ellisona.
- zaburzenia wchłaniania soli żółciowych
  - żółtaczka mechaniczna,
  - choroby końcowego odcinka jelita krętego,
  - zespół rozrostu bakteryjnego jelita cienkiego
- choroby żołądka
  - stan po resekcji żołądka.

Związane z wadami strukturalnymi
- zespół krótkiego jelita,
- przewlekłe choroby zapalne jelit, np. choroba Crohna,
- przetoki, uchyłki i zwężenia jelit,
- zespół rozrostu bakteryjnego jelita cienkiego,
- przyspieszenie pasażu po gastrektomii, wagotomii, gastrojejunostomii,
- stany z naciekaniem, takie jak amyloidoza, chłoniak, eozynofilowa gastroenteropatia,
- popromienne zapalenie jelit,
- twardzina układowa, kolagenozy i choroby naczyniowe.

Związane z niedoborami enzymów
- znaczny niedobór laktazy powodujący nietolerancję laktozy (konstytucyjny, wtórny lub rzadko wrodzony),
- nietolerancja sacharozy,
- nietolerancja fruktozy,
- niedobory disacharydaz jelitowych,
- niedobory enteropeptydaz jelitowych.

Związane z innymi chorobami układowymi zajmującymi przewód pokarmowy
- niedoczynność tarczycy i nadczynność tarczycy,
- choroba Addisona,
- cukrzyca,
- nadczynność przytarczyc i niedoczynność przytarczyc,
- zespół rakowiaka,
- ciąża, poród i połóg,
- abetalipoproteinemia.

## Klasyfikacja ICD10
| kod ICD10     | nazwa choroby                                                                           |
| ------------- | --------------------------------------------------------------------------------------- |
| ICD-10: K90   | Nieprawidłowe wchłanianie jelitowe                                                      |
| ICD-10: K90.0 | Choroba trzewna [celiakia]                                                              |
| ICD-10: K90.1 | Sprue tropikalna                                                                        |
| ICD-10: K90.2 | Zespół ślepej pętli niesklasyfikowany gdzie indziej                                     |
| ICD-10: K90.3 | Tłuszczowa biegunka trzustkowa                                                          |
| ICD-10: K90.4 | Nieprawidłowe wchłanianie wywołane przez nietolerancję, niesklasyfikowane gdzie indziej |
| ICD-10: K90.8 | Inne nieprawidłowe wchłanianie jelitowe                                                 |
| ICD-10: K90.9 | Nieprawidłowe wchłanianie jelitowe, nieokreślone                                        |